# Jeff Strasser
Jeff Strasser (Luxemburg (stad), 5 oktober 1974) is een Luxemburgs voetbalcoach en voormalig voetballer . Normaal gesproken speelde hij als verdediger.

## Clubcarrière

### FC Metz
Jeff Strasser begon zijn professionele carrière bij de Franse voetbalclub FC Metz. De 1.89 meter lange verdediger speelde bij de club van 1993 tot en met 1999. Bij de club speelde hij altijd op het hoogste niveau in Frankrijk, de Ligue 1. Zijn beste resultaten met Metz waren het bereiken van de finale in de Intertoto Cup en de tweede plek in 1998 in de Franse competitie. Bij de club speelde Strasser onder andere met Jacques Songo'o en Louis Saha. In totaal speelde hij 67 wedstrijden voor FC Metz, waarin hij één keer scoorde. In het seizoen 2008-2009 kwam Jeff Strasser nog uit voor FC Metz, maar daar liep na één jaar zijn contract af.

### 1. FC Kaiserslautern
In 1999 vertrok Strasser bij FC Metz en maakte de overgang naar de toenmalige Duitse topclub 1. FC Kaiserslautern. Zijn grootste succes met de club was het bereiken van de halve finale van de UEFA Cup in 2001. Hij bleef tot 2002 bij Kaiserslautern toen hij het tijd vond om te vertrekken en een nieuwe club te vinden. Die vond hij in een andere Duitse club. Bij Kaiserslautern speelde Strasser 81 wedstrijden. Het net vond hij daarin zeven keer.

### Borussia Mönchengladbach
Na het vertrek bij Kaiserslautern maakte Strasser de overstap naar Borussia Mönchengladbach. Bij die club zou hij onder andere met Oliver Neuville, Duits international, spelen en was een korte tijd Dick Advocaat zijn coach. Met de club wist hij echter nooit succes te halen en in 2006 verliet hij dan ook Gladbach. Hij speelde er 113 wedstrijden, waarin hij driemaal scoorde.

### RC Strasbourg
In 2006 verliet Strasser de Bundesliga om weer te gaan spelen in Frankrijk. Dit keer speelde hij er echter niet in de Ligue 1, maar in de Ligue 2. Ook was niet Metz weer zijn club, maar ging hij spelen bij RC Strasbourg. Toen het seizoen 2006/2007 tot een einde was gekomen, was het bekend dat de club als derde in de tweede competitie van Frankrijk was geëindigd. Hierdoor kreeg de club promotie en speelt het in het seizoen 2007/2008 weer in de Ligue 1. Tot nu toe speelde Strasser 26 wedstrijden voor Strasbourg en scoorde eenmaal.

### CS Fola Esch
Na een seizoen bij FC Metz te hebben gespeeld keerde Strasser terug naar zijn vaderland om te gaan voetballen bij Fola Esch voor één seizoen, maar met de optie om te vertrekken als een grotere club zich zou melden. Hier speelde hij maar twee wedstrijden omdat Grasshoppers hem een contract aanbood. hij tekende voor één jaar bij de Zwitserse club. In 2010 keerde hij terug naar Fola Esch om er aan de slag te gaan als trainer van het jeugdelftal. Later dat jaar werkte hij zich op tot hoofdcoach van Fola Esch.

## Interlandcarrière
Strasser maakte zijn debuut in het nationale team van Luxemburg op 12 oktober 1993 in het WK-kwalificatieduel tegen Griekenland (1-3). Hij is nu captain en speelde tot nu toe 98 wedstrijden voor zijn land, waarin hij zeven keer scoorde. Hij maakte op 10 september 2008 de 0-1 tegen Zwitserland na een half uur uit een vrije trap, ze wonnen deze wedstrijd met 2-1 door een tweede doelpunt van Alphonse Leweck. Vanwege zijn betekenis voor het Luxemburgse voetbal werd Strasser zowel in 1999 als in 2001 uitgeroepen tot Luxemburgs Sportpersoon van het Jaar.

### Interlandgoals
| Interlanddoelpunten | Interlanddoelpunten | Interlanddoelpunten         | Interlanddoelpunten | Interlanddoelpunten | Interlanddoelpunten | Interlanddoelpunten |
| #                   | Datum               | Locatie                     | Tegenstander        | Goal(s)             | Uitslag             | Wedstrijd           |
| ------------------- | ------------------- | --------------------------- | ------------------- | ------------------- | ------------------- | ------------------- |
| 1                   | 07/10/2000          | Luxemburg, Luxemburg        | Slovenië            | 46'                 | 1–2                 | WK-kwalificatie     |
| 2                   | 17/04/2002          | Hesperange, Luxemburg       | Liechtenstein       | 39'                 | 3–3                 | Oefeninterland      |
| 3                   | 30/04/2003          | Boedapest, Hongarije        | Hongarije           | 25'                 | 5–1                 | Oefeninterland      |
| 4                   | 19/08/2003          | Esch-sur-Alzette, Luxemburg | Malta               | 53' (pk)            | 1–1                 | Oefeninterland      |
| 5                   | 18/08/2004          | Bratislava, Slowakije       | Slowakije           | 2'                  | 3–1                 | WK-kwalificatie     |
| 6                   | 10/09/2008          | Zürich, Zwitserland         | Zwitserland         | 28'                 | 1–2                 | WK-kwalificatie     |
| 7                   | 03/03/2010          | Luxemburg, Luxemburg        | Azerbeidzjan        | 34'                 | 1–2                 | Oefeninterland      |

## Erelijst
- Luxemburgs Sportman van het Jaar

1999, 2001
- Monsieur Football

2000

## Trainer
Op 17 mei 2010 werd Strasser trainer bij CS Fola Esch, waar hij op 4 december 2010 bij het eerste elftal kwam te werken naast Cyril Serredszum, die later alleen zeggenschap had. Strasser nam de verantwoordelijkheden over in 2012 en leidde Fola Esch naar de eerste overwinningen in de UEFO Europa League. In 2017 vertrok hij om hoofdcoach bij FC Kaserslautern te worden.
Op 24 januari 2018 werd de wedstrijd tussen FC Kaiserslautern en SV Darmstadt 98 stilgelegd, nadat Strasser onwel werd in de pauze. Duitse media vermelden dat Strasser een hartaanval heeft gehad.